# Jakub I. Stuart
Jakub I. Stuart (19. června 1566 – 27. března 1625) byl král Skotska jako Jakub VI. a Anglie jako Jakub I. Ve Skotsku vládl od 24. července 1567, kdy se ve věku jednoho roku stal nástupcem své matky Marie Stuartovny. Do roku 1578 jeho jménem vládli regenti. 24. března 1603 se stal nástupcem posledního panovníka Anglie a Irska z rodu Tudorovců Alžběty I. Vládl Anglii, Skotsku a Irsku 22 let až do své smrti roku 1625 a často používal titul král Velké Británie.
Za jeho vlády pokračovala zlatá éra literatury a divadla s takovými osobnostmi jako byli William Shakespeare, John Donne, Ben Jonson a sir Francis Bacon. Jakub sám byl literárně činný a je autorem děl Daemonologie, True Law of Free Monarchies a Basilikon Doron.

## Mládí
Narodil se 19. června 1566 v Edinburghu jako jediný syn skotské královny Marie a Jindřicha Stuarta, vévody z Albany, běžně známého jako lord Darnley. Jeho nástupnické právo k anglickému trůnu bylo odvozeno od jeho prababičky Markéty Tudorovny, starší sestry Jindřicha VIII.
Jakubův otec byl zavražděn 10. února 1567 v Edinburghu. Marie byla jako královna nepopulární a její sňatek s Jamesem Hepburnem, který byl podezříván ze spoluúčasti na smrti jejího manžela, tuto neoblíbenost jen zvýšil. V červnu 1567 ji protestantští vzbouřenci zajali a uvěznili. V červenci byla přinucena abdikovat ve prospěch svého syna Jakuba, jehož regentem byl stanoven James Stewart, hrabě z Moray. Jakub byl svěřen do péče hraběte a hraběnky z Maru. Formálně byl ve věku třinácti měsíců korunován jako Jakub VI. a v souladu s přesvědčením většiny skotské šlechty byl vychováván v protestantském duchu.
Roku 1568 se Marii podařilo z vězení uniknout, ale po porážce v bitvě u Langside byla nucena uprchnout do Anglie, kde byla krátce nato Alžbětou uvězněna. 22. ledna 1570 byl hrabě z Moray zabit a Jakubovým regentem se stal Matthew Stewart, hrabě z Lennoxu, který asi po roce zemřel na následky zranění. Další regent John Erskine zemřel v říjnu 1572 na otravu jídlem. Po něm byl regentem ustanoven bratranec Jakubova otce Esme Stewart, hrabě z Lennoxu, kterého Jakub v červnu 1581 jmenoval vévodou.
Výchovu malého Jakuba zajišťovali různí opatrovníci a pěstouni, jako např. Peter Young a dramatik a humanista George Buchanan. Zpočátku Jakub Buchanana neměl rád, později však byl na jeho výchovu hrdý. Byl to právě on, kdo vštípil mladému králi přesvědčení o božské královské moci, podle níž se snažil vládnout nejen Jakub, ale i jeho následovníci.
Vychovatelé vypěstovali v mladém Jakubovi vztah k umění a poezii. Četl díla latinských a řeckých autorů a zajímal se i o divadlo, hlavně hry Williama Shakespeara, vzdělával se, studoval umění, teologii a sám psal poezii. Roku 1584 vydal svoji první sbírku básní, v níž projevoval oddanost bohu, která se odrážela i ve způsobu jeho vlády. Jeho pozdější manželka Anna Dánská s ním sdílela podobné zájmy v umění.

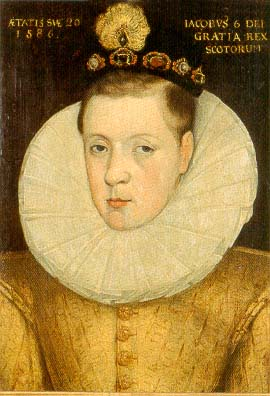
Portrét dvacetiletého Jakuba

## Skotsko
Vévoda z Lennoxu nebyl mezi skotskou šlechtou oblíben. V srpnu 1582 protestantská hrabata Gowrie a Angus vylákali Jakuba na hrad Ruthven, tam ho uvěznili a přinutili vévodu z Lennoxu prchnout ze země. Poté, co byl v červnu 1583 Jakub propuštěn, převzal (ač ješt mlád – byl teprve šestnáctiletý) moc nad Skotskem do vlastních rukou. V letech 1584 až 1603 vybudoval mladý král efektivní vládu a urovnal spory mezi šlechtici. Hlavním pomocníkem mu byl John Maitland, který vedl vládu až do roku 1592. Roku 1586 podepsal s Anglií mírovou dohodu z Berwicku. Tato dohoda a poprava jeho matky pomohla připravit cestu k jeho pozdějšímu nástupu na anglický trůn.

## Anglie

### Počáteční období
V posledních letech Alžbětiny vlády probíhala mezi Jakubem a sirem Robertem Cecilem, hlavním představitelem anglické vlády, tajná korespondence, která měla připravit klidné předání anglického trůnu Jakubovi. Alžběta zemřela 24. března 1603 a odpoledne byl Jakub prohlášen anglickým králem. Jakub se vydal do Londýna, aby se ujal anglického trůnu. Byl korunován 25. července.
Navzdory hladkému předání moci a vřelému přijetí musel Jakub v počátečním období čelit dvěma spiknutím. To vedlo mimo jiné k uvěznění lorda Cobhama a Waltera Raleigha. Vzbouřenci předpokládali, že Jakub bude provádět reformy a byli pobouřeni tím, že tajná královská rada zůstala, tak jak bylo dojednáno mezi Jakubem a Cecilem, beze změny. Jakub ji nicméně později rozšířil o své spojence Jindřicha Howarda, Thomase Howarda a dalších pět skotských šlechticů. V počátečním období řídil každodenní správu země Robert Cecil, který byl později jmenován hrabětem ze Salisbury. Jakub se tak mohl věnovat otázkám personální unie, zahraniční politice a svým zálibám, především lovu.
Jakubovou ctižádostí bylo vytvoření personální unie Skotska a Anglie, aby tak vzniklo jednotné království s jedním panovníkem, jedním parlamentem a jednotnými zákony. Tento plán se setkal s odporem v obou zemích. V dubnu 1604 Dolní sněmovna odmítla na základě právních rozborů jeho požadavek, aby byl titulován jako král Velké Británie.
V zahraniční politice byl Jakub úspěšnější, když se mu podařilo ukončit anglo-španělskou válku. V srpnu 1604 díky diplomatickým schopnostem Roberta Cecila a Jindřicha Howarda byla podepsána mírová dohoda mezi oběma zeměmi. Možnost provozovat katolické bohoslužby, což byl hlavní zájem Španělska, byla v Anglii tolerována. V době jeho vlády docházelo k expanzi anglického obchodu a vlivu především prostřednictvím Východoindické společnosti. Byla například vybudována anglická osada v Indonésii.

### Vztahy s parlamentem
V předvečer úvodního jednání parlamentu 5. listopadu 1605 byl ve sklepení Westminsterského paláce dopaden Guy Fawkes nedaleko od sudů naplněných střelným prachem. Byl jedním ze členů spiknutí střelného prachu, kteří chtěli následující den vyhodit do vzduchu budovu parlamentu a zabít tak krále i členy parlamentu. Spiklenci byli odhaleni a Fawkes byl po mučení popraven.
Spolupráce mezi králem a parlamentem po odhalení spiknutí byla odchylkou od běžných vztahů. V červenci 1604 Jakub rozpustil jednání parlamentu poté, co nezískal podporu ani pro personální unii ani pro finanční subvence. V dalším období jeho vlády se Jakub potýkal s finančními problémy způsobenými inflací a nekompetencí jeho úředníků. V únoru 1610 Robert Cecil předložil plán, který zahrnoval předání deseti královských koncesí parlamentu za schválení jednorázového příjmu ve výši 600 000 liber a pravidelného ročního příspěvku ve výši 200 000 liber. Následná jednání nevedla k výsledku, Jakub ztratil trpělivost a 31. prosince 1610 parlament rozpustil. Podobně se zachoval i roku 1614, kdy rozpustil jednání parlamentu po dvou týdnech neúspěšného jednání o zvýšení příjmu dvora. Jakub pak vládl bez parlamentu až do roku 1621. Z finančních důvodů vytvořil šlechtický titul baronet.
Za vlády Jakuba I. se politická situace v Anglii stabilizovala, lid mu však vyčítal téměř sedm let vlády bez parlamentu; je ale pravda, že jeho rádce, Robert Cecil, se snažil nastolit reformy, které přerušila jeho smrt. Cecilův nástupce lord Buckingham posílil absolutismus a byl odpůrcem puritánů, požadujících laickou církev. Jakub se obával zásahů parlamentu do státní politiky. Parlamentu a lidem se jeho praktiky s božskou mocí nelíbily. Později měl Jakub spory s parlamentem ohledně financí, potřeboval totiž splatit dluhy po Alžbětě I. Parlament se však vždy obhájil, neboť argumentoval v souladu se zákonem.

### Zahraniční politika

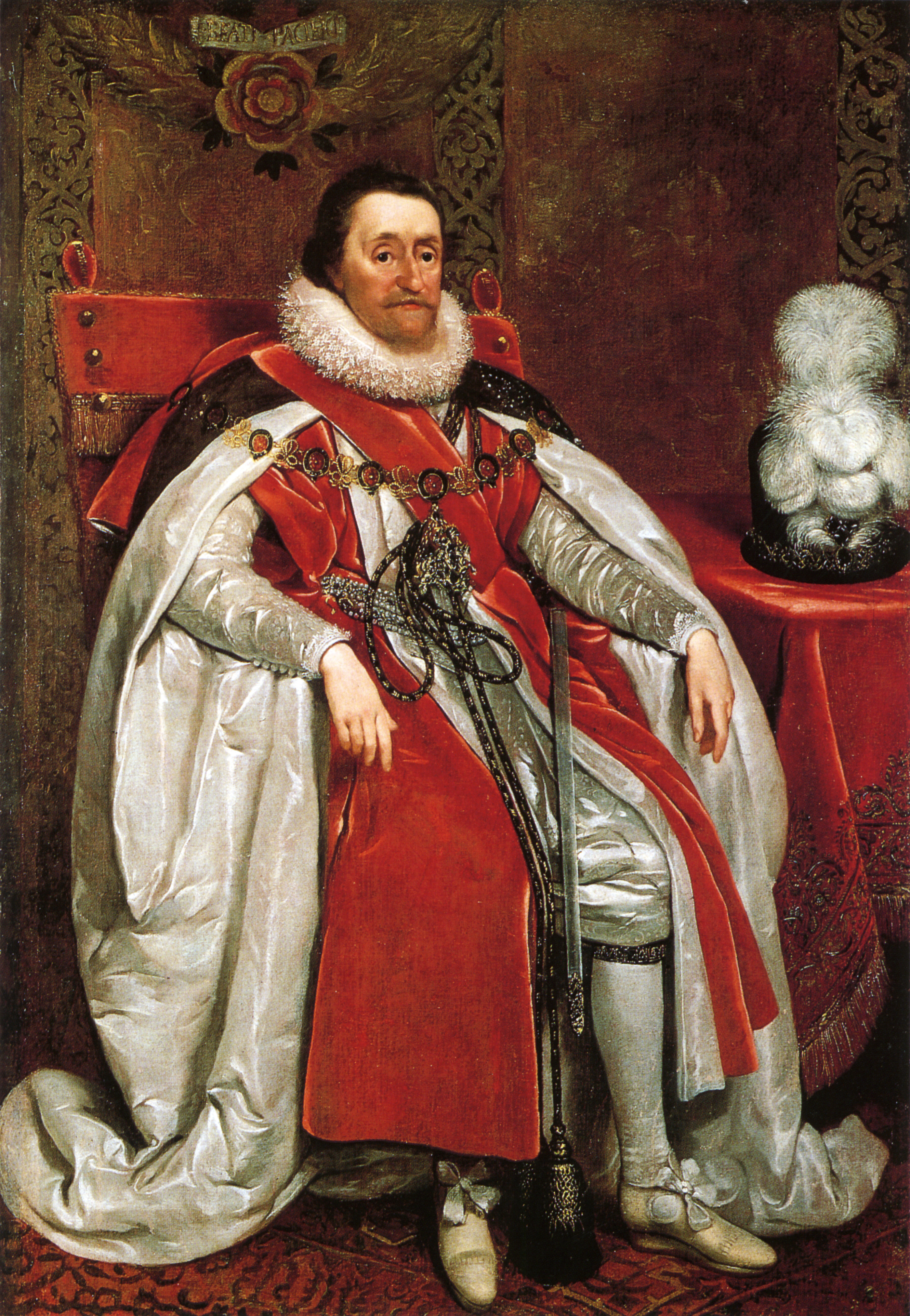
Jakub I na obraze od Daniela Mytense z roku 1621

Za Jakubovy vlády začala od roku 1621 kolonizace amerického kontinentu, hlavně Severní Ameriky, a to především přesídlenci z řad nespokojených puritánů.
Jakubovu zahraniční politiku charakterizují především ústupky Španělsku. Věno ze sňatku mezi Jakubovým synem Karlem a španělskou princeznou Marií bylo dalším možným zdrojem příjmů. Tento svazek měl také pomoci udržet mír se Španělskem a vyhnout se tak válečným výdajům. Výhody této politiky mohly být využity po dobu, kdy probíhala tato jednání a byl to zřejmě důvod, proč Jakub jednal o tomto svazku téměř deset let.
Počátek třicetileté války Jakubova mírová jednání ohrozil. Jeho zeť Fridrich Falcký, jenž byl na podzim roku 1619 zvolen a korunován českým králem, byl již následujícího roku 1620 z Čech vyhnán Ferdinandem II. Jakub svolal na rok 1621 jednání parlamentu, aby získal prostředky na válečné tažení na podporu svého zetě Fridricha. Dolní sněmovna odsouhlasila finanční podporu, ale ve výši, která nedostačovala na financování odpovídající výpravy, a dále připomněla příjmy, které Anglie získávala v době vlády Alžběty z přepadávání lodí dovážejících zlato z Ameriky. Tato připomínka jasně směřovala proti Španělsku. V listopadu 1621 skupina šlechticů vydala petici, v níž požadovala vyhlášení války Španělsku a požadavek, aby se princ Karel oženil s některou z protestantských princezen. Jakub jim odpověděl, aby se nepletli do královských záležitostí. To vyprovokovalo mezi členy dolní komory vydání prohlášení požadující dodržování práva na svobodu projevu. Jakub tento protest odmítl a parlament znovu rozpustil.
Roku 1623 se princ Karel v doprovodu vévody z Buckinghamu vydal tajně do Španělska, aby přímým jednáním dohodli jeho sňatek s Marií. Té se ale Karel nelíbil a Španělé navíc požadovali, aby Karel konvertoval ke katolické víře a zůstal ve Španělsku jeden rok jako rukojmí. Karel a vévoda z Buckinghamu se po neúspěšném jednání vrátili do Anglie, vzali politiku vůči Španělsku do svých rukou a chtěli vyhlásit Habsburkům válku. Pro shromáždění dostatečných prostředků na jejich financování bylo svoláno jednání parlamentu na únor 1623. Jakub nechtěl válku proti Španělsku vyhlásit, hlavní politickou silou se však již stával jeho syn Karel podporovaný vévodou z Buckinghamu.

## Soukromý život a zájmy

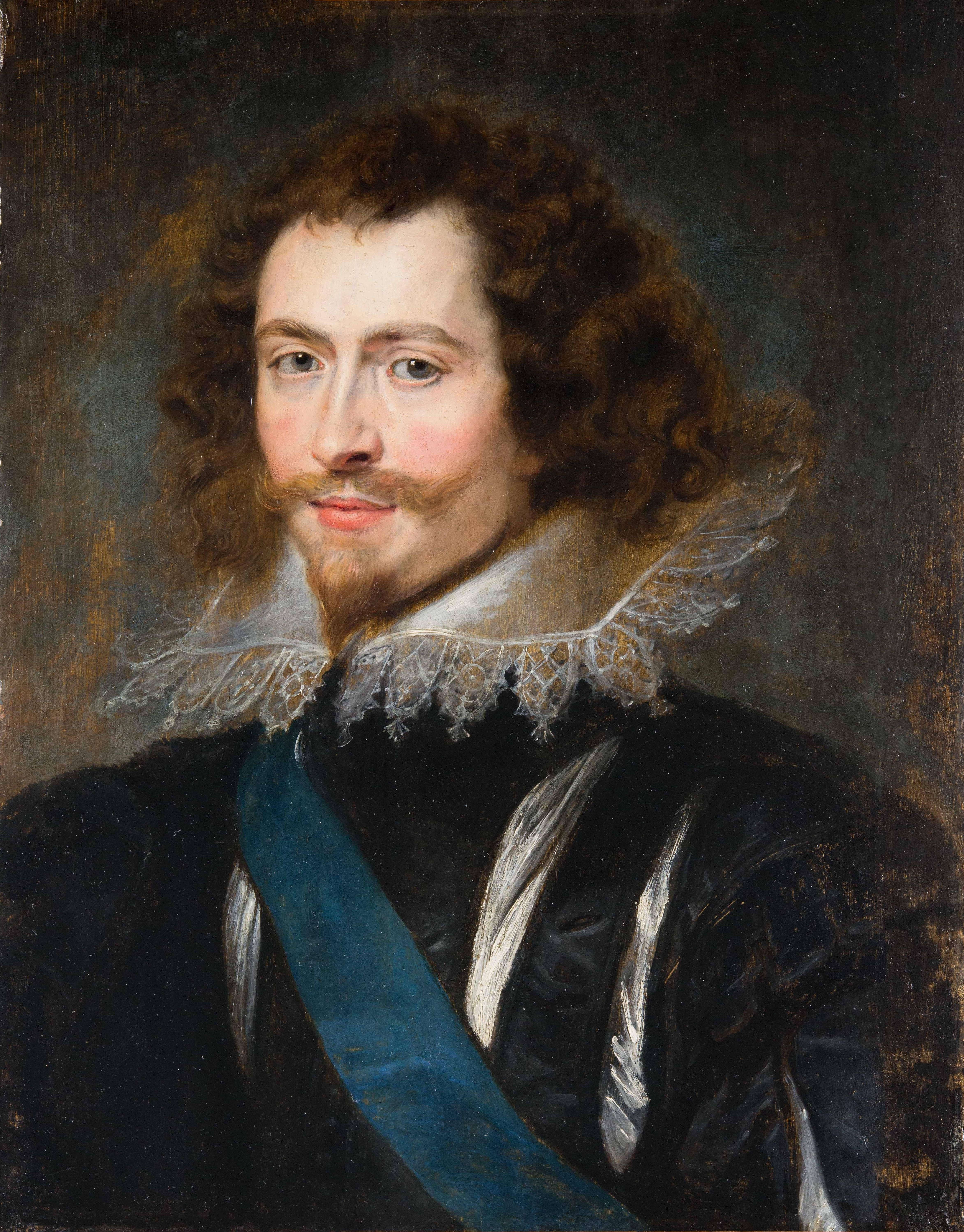
Jiří Villiers, vévoda z Buckinghamu

### Zájem o lov a zvířata
Jakub I. miloval lov. Pokud se nemohl zúčastnit této zábavy, míval mrzutou náladu, když si však vyjel do lesů, zapomínal na celý okolní svět, lov byl jeho největší vášní, na kterou plýtval časem a financemi. Zvláštně se choval ve chvílích, když se mu podařilo skolit jelena – tu údajně seskočil s koně, prořízl ulovenému zvířeti hrdlo a krví pomazal tváře dvořanů, kteří ho provázeli. Měl rád i kohoutí zápasy a souboje býků či medvědů. Rád se kochal i pohledem na svou zoologickou sbírku – choval lvy, krokodýly, antilopy, velbloudy a další exotická zvířata.

### Literární činnost
V letech 1597 až 1598 Jakub napsal dvě knihy – The Trew Law of Free Monarchies a Basilikon Doron, ve kterých pojednával o ideologických základech monarchie. V Trew Law vyjádřil myšlenku o božském původu králů, kteří jsou tímto postaveni na úroveň nad ostatní obyvatele. Kniha popisuje absolutistickou monarchii, kde panovník vydává zákony královským výnosem, přičemž však by měl zároveň brát ohled na tradici a Boha. Jakub zde mimo jiné uvádí, že panovník je vlastníkem svého království. Basilikon obsahuje praktické rady pro správu království a byl určen jako soubor rad pro jeho syna Karla. Je považován za jedno z nejlepších Jakubových děl.
Král Jakub I. Stuart byl významný intelektuál a kromě shora uvedených prací o způsobu vlády zasahoval i do debaty o teologických otázkách. Nečinil tak však s náležitým taktem a od Jindřicha IV. Francouzského si vysloužil cejch „nejmoudřejší hlupák v celém křesťanstvu“. Napsal řadu teologických pojednání, především spis Daemonologie, který byl vytištěn roku 1597 ve Skotsku (v Edinburghu) a v němž hájil pronásledování čarodějnic. Čtyři jeho teologické traktáty zařadila katolická církev na Index zakázaných knih.
V roce 1604 sepsal a vydal své pojednání Protiúder proti tabáku. V tomto spise vyčítal kuřákům, že podléhají dětinské slabosti pro novinky a napodobování indiánů, které nazval otroky Španělů.

### Vztahy s muži
Jakub měl blízké vztahy s několika muži, především Esme Stewartem, hrabětem z Lennoxu, Robertem Carrem, hrabětem ze Somersetu a Jiřím Villiersem, vévodou z Buckinghamu. Někteří historikové vyvozují z jeho korespondence s nimi, že byl homosexuál nebo bisexuál. Ve skutečnosti je tato domněnka zahalena nejasnostmi. V době, kdy mu bylo 23 let, podnikl Jakub se svými muži dobrodružnou výpravu na záchranu své budoucí manželky Anny. Později se vzali a měli spolu několik dětí. Je také doložen Jakubův dvouletý vztah s Annou Murrayovou. Na druhé straně při obnově Apethrope Hall v letech 2004 až 2008 byla objevena tajná chodba mezi jeho ložnicí a ložnicí jeho oblíbence Jiřího Villierse.

### Manželství a potomci
Pro zajištění nástupnictví se Jakub rozhodl hledat vhodnou manželku. Vybral si čtrnáctiletou Annu Dánskou, mladší dceru protestantského dánského krále Frederika II. Krátce po dojednání sňatku vyplula Anna do Skotska, ale bouře zahnala její loď k norskému pobřeží. Když se tato zpráva donesla Jakubovi, vyrazil do Leithu, aby Annu doprovodil do Skotska osobně. Pár byl oddán 23. listopadu 1589 v biskupském paláci v Oslu a po krátké době se vrátil do Skotska. V počátečním období jejich vztahu projevoval Jakub Anně náklonnost, nicméně v letech 1593 až 1595 měl vztah s Annou Murrayovou, kterou označoval za svou milenku. Z manželství Jakuba a Anny Dánské vzešlo devět dětí:
- Jindřich Frederik (19. února 1594 – 6. listopadu 1612), princ z Walesu, vévoda z Cornwallu a Rothesay, hrabě Carrick a Lord ostrovů, zemřel na břišní tyfus, svobodný a bezdětný
- bezejmenný syn (*/† 1595)
- Alžběta (19. srpna 1596 – 13. února 1662), ⚭ 1613 Fridrich Falcký (26. srpna 1596 – 29. listopadu 1632), král český v letech 1619–1620, falckrabě Rýnské Falce, císařský kurfiřt, vévoda bavorský, markrabě moravský, vévoda slezský a markrabě obojí Lužice
- Markéta (24. prosince 1598 – březen 1600)
- Karel (19. listopadu 1600 – 30. ledna 1649), jako Karel I. Stuart král Anglie, Skotska a Irska od roku 1625 až do své smrti, ⚭ 1625 Henrietta Marie Bourbonská (25. listopadu 1609 – 10. září 1669)
- Robert (18. ledna 1602 – 27. května 1602), vévoda z Kintyre a Lorne
- bezejmenný syn (*/† 10. května 1603)
- Marie (8. dubna 1605 – 16. září 1607)
- Žofie (*/† 1606)

## Soudobé veřejné mínění o Jakubovi
Jakub byl vzdělaný a inteligentní muž, některé povahové rysy mu však vynesly pověst podivína. Král měl nevyrovnanou povahu, v níž se střídaly chvíle veselého a přívětivého chování s mrzutými náladami; není vyloučeno, že možná trpěl maniodepresivní psychózou. Za podivné bylo označováno Jakubovo voyeurské chování. Navštěvoval ložnice čerstvě ženatých dvořanů a kladl jim dotěrné otázky, týkající se intimních detailů z jejich svatební noci. S rozpaky byla u dvora přijímaná i jeho homosexualita a zájem o magii. Král Jakub získal za svého života pověst nesympatického, svárlivého a netaktního muže.
Ani u veřejnosti nebyl obraz Jakuba I. příliš lichotivý. Za jeho vlády došlo k mnohým skandálům (např. tajný sňatek, útěk a uvěznění Jakubovy sestřenice Arabelly Stuartovny), čarodějnickým procesům, úplatkářským aférám (úplatkářství lorda ze Suffolku), k neúspěšným pokusům o reformu státní správy a financí, k prodejům šlechtických titulů a k hospodářské stagnaci.
Z dnešního hlediska jsou zvláště povážlivé jeho aktivity při pronásledování čarodějnic. Profesor Vladimír Vondráček o tom napsal: „Jakub I. začal hned po svém nastoupení na anglický trůn pilně pronásledovat čarodějnice. Byl v tom ‚odborníkem‘, sám napsal pojednání o čarodějnictví. Byl vůbec velmi učený, jiné jeho vlastnosti byly ovšem méně chvalitebné. Ač po svém nastoupení na anglický trůn přestoupil – syn horlivé katoličky Marie Stuartovny – k anglikánství a zaujal tím nepřátelský postoj nejen ke katolíkům, ale i k puritánům, nicméně byl proniknut pochmurným duchem puritánství a zejména jeho vírou v ohromnou moc satanovu. Rád prý býval při výslechu osob obviněných z čarodějnictví. Mučeným čarodějnicím prý přikazoval, aby mu zpívaly nápěvy, jež zaznívají při ďábelských průvodech. Nesmírně se zaradoval, když od jistého obviněného uslyšel, že ho ďábel nazývá mužem božím a svým úhlavním nepřítelem.“
Někteří jeho současníci se však o Jakubovi I. vyjadřují pozitivně, např. tehdejší benátský velvyslanec ho označil za muže vysoké inteligence a podle londýnského právníka Rogera Wilbrahama byl tento král ostrovtipný a vynalézavý člověk s výjimečně dobrou pamětí a přátelskou povahou.

## Smrt
Poslední období jeho vlády bylo poznamenáno vzrůstajícím vlivem vévody z Buckinghamu na Jakubova syna Karla a Jakubovým zhoršujícím se zdravotním stavem. Na počátku roku 1625 se jeho zdravotní stav nadále zhoršil a 27. března 1625 Jakub zemřel na úplavici.

## Odkaz
Přes všechny své kontroverzní vlastnosti Jakub nikdy neztratil zájem o to, jak se daří obyvatelům jeho království a obyvatelé se těšili z dlouhého období míru a relativně nízkých daní. Jeho následník Karel přivedl zemi do mnoha válečných dobrodružství. Jakub vštípil svému synovi názor na božský původ králů doplněný pohrdáním parlamentem, který vyvrcholil občanskou válkou. Jakub často zanedbával své vládní povinnosti pro své zábavy, z nichž ho nejvíce těšil lov. Jeho vztahy s muži také snížily autoritu panovníka, kterou tak pečlivě budovala Alžběta.
Stabilita vlády ve Skotsku a v počátečním období vlády v Anglii, stejně tak jako relativně osvícenecký názor na církevní záležitosti a válečná tažení změnily původní protistuartovské názory, pocházející především z období 17. století, na plastičtější obraz jeho osobnosti. Překlad Bible, publikovaný roku 1611, vznikl pod patronací krále Jakuba I. a jeho plný název zní Authorized King James Version [Schválená verze krále Jakuba]; je oficiálně užíván anglikánskou církví a užívá ho i mnoho církví protestantských.

## Vývod z předků
|                 |                                   |  |                    |                       |  |  |  |  |  |  |  | Matthew Stewart z Lennoxu |
|                 |                                   |  |                    |                       |  |  |  |  |  |  |  |                           |
|                 | John Stewart, 3. hrabě z Lennoxu  |  |                    |                       |  |  |  |  |  |  |  |                           |
|                 |                                   |  |                    |                       |  |  |  |  |  |  |  |                           |
|                 |                                   |  |                    | Alžběta Hamiltonová   |  |  |  |  |  |  |  |                           |
|                 |                                   |  |                    |                       |  |  |  |  |  |  |  |                           |
|                 | Matyáš Stuart, 4. hrabě z Lennoxu |  |                    |                       |  |  |  |  |  |  |  |                           |
|                 |                                   |  |                    |                       |  |  |  |  |  |  |  |                           |
|                 |                                   |  |                    | Jan Stewart z Athollu |  |  |  |  |  |  |  |                           |
|                 |                                   |  |                    |                       |  |  |  |  |  |  |  |                           |
|                 | Alžběta Stewartová                |  |                    |                       |  |  |  |  |  |  |  |                           |
|                 |                                   |  |                    |                       |  |  |  |  |  |  |  |                           |
|                 |                                   |  |                    | Eleanor Sinclairová   |  |  |  |  |  |  |  |                           |
|                 |                                   |  |                    |                       |  |  |  |  |  |  |  |                           |
|                 | Jindřich Stuart, lord Darnley     |  |                    |                       |  |  |  |  |  |  |  |                           |
|                 |                                   |  |                    |                       |  |  |  |  |  |  |  |                           |
|                 |                                   |  |                    | Jiří Douglas z Angusu |  |  |  |  |  |  |  |                           |
|                 |                                   |  |                    |                       |  |  |  |  |  |  |  |                           |
|                 | Archibald Douglas                 |  |                    |                       |  |  |  |  |  |  |  |                           |
|                 |                                   |  |                    |                       |  |  |  |  |  |  |  |                           |
|                 |                                   |  |                    | Alžběta Drummondová   |  |  |  |  |  |  |  |                           |
|                 |                                   |  |                    |                       |  |  |  |  |  |  |  |                           |
|                 | Markéta Douglasová                |  |                    |                       |  |  |  |  |  |  |  |                           |
|                 |                                   |  |                    |                       |  |  |  |  |  |  |  |                           |
|                 |                                   |  |                    | Jindřich VII. Tudor   |  |  |  |  |  |  |  |                           |
|                 |                                   |  |                    |                       |  |  |  |  |  |  |  |                           |
|                 | Markéta Tudorovna                 |  |                    |                       |  |  |  |  |  |  |  |                           |
|                 |                                   |  |                    |                       |  |  |  |  |  |  |  |                           |
|                 |                                   |  |                    | Alžběta z Yorku       |  |  |  |  |  |  |  |                           |
|                 |                                   |  |                    |                       |  |  |  |  |  |  |  |                           |
| Jakub I. Stuart |                                   |  |                    |                       |  |  |  |  |  |  |  |                           |
|                 |                                   |  |                    |                       |  |  |  |  |  |  |  |                           |
|                 |                                   |  | Jakub III. Skotský |                       |  |  |  |  |  |  |  |                           |
|                 |                                   |  |                    |                       |  |  |  |  |  |  |  |                           |
|                 | Jakub IV. Skotský                 |  |                    |                       |  |  |  |  |  |  |  |                           |
|                 |                                   |  |                    |                       |  |  |  |  |  |  |  |                           |
|                 |                                   |  |                    | Markéta Dánská        |  |  |  |  |  |  |  |                           |
|                 |                                   |  |                    |                       |  |  |  |  |  |  |  |                           |
|                 | Jakub V. Skotský                  |  |                    |                       |  |  |  |  |  |  |  |                           |
|                 |                                   |  |                    |                       |  |  |  |  |  |  |  |                           |
|                 |                                   |  |                    | Jindřich VII. Tudor   |  |  |  |  |  |  |  |                           |
|                 |                                   |  |                    |                       |  |  |  |  |  |  |  |                           |
|                 | Markéta Tudorovna                 |  |                    |                       |  |  |  |  |  |  |  |                           |
|                 |                                   |  |                    |                       |  |  |  |  |  |  |  |                           |
|                 |                                   |  |                    | Alžběta z Yorku       |  |  |  |  |  |  |  |                           |
|                 |                                   |  |                    |                       |  |  |  |  |  |  |  |                           |
|                 | Marie Stuartovna                  |  |                    |                       |  |  |  |  |  |  |  |                           |
|                 |                                   |  |                    |                       |  |  |  |  |  |  |  |                           |
|                 |                                   |  |                    | René II. Lotrinský    |  |  |  |  |  |  |  |                           |
|                 |                                   |  |                    |                       |  |  |  |  |  |  |  |                           |
|                 | Klaudius de Guise                 |  |                    |                       |  |  |  |  |  |  |  |                           |
|                 |                                   |  |                    |                       |  |  |  |  |  |  |  |                           |
|                 |                                   |  |                    | Filipa z Guelders     |  |  |  |  |  |  |  |                           |
|                 |                                   |  |                    |                       |  |  |  |  |  |  |  |                           |
|                 | Marie de Guise                    |  |                    |                       |  |  |  |  |  |  |  |                           |
|                 |                                   |  |                    |                       |  |  |  |  |  |  |  |                           |
|                 |                                   |  |                    | František Bourbonský  |  |  |  |  |  |  |  |                           |
|                 |                                   |  |                    |                       |  |  |  |  |  |  |  |                           |
|                 | Antoinette Bourbonská             |  |                    |                       |  |  |  |  |  |  |  |                           |
|                 |                                   |  |                    |                       |  |  |  |  |  |  |  |                           |
|                 |                                   |  |                    | Marie Lucemburská     |  |  |  |  |  |  |  |                           |
|                 |                                   |  |                    |                       |  |  |  |  |  |  |  |                           |